# Ciutadella de la dinastia Hồ
La Ciutadella de la dinastia Hồ (en vietnamita Thành nhà Hồ) és una ciutadella del Vietnam, construïda per la dinastia Hồ (1400-1407). Es troba a Tay Giai, districte de Vinh Loc, a la província de Thanh Hóa, al nord de la regió de la Costa Central del Vietnam. Està inscrita a la llista del Patrimoni de la Humanitat de la UNESCO des del 2011
Data del segle xiv, construïda segons els principis del fengshui, expressió de la florida del neoconfucianisme llavors al Vietam i a altres zones de l'est d'Àsia. Segons aquests principis, s'havia de construir un bell paisatge en un eix que uneix les muntanyes Tuong Son i Don Son amb una plana entre els rius Ma i Buoi. És un excel·lent exemple d'aquest nou estil imperial del sud-est asiàtic, tot i que, llevat de les portes, ja no queden gaire edificis dempeus.